# Xamiatus bulburin
Xamiatus bulburin là một loài nhện trong họ Nemesiidae.
Xamiatus bulburin được miêu tả năm 1981 bởi Raven.